# راي سيمبسون
راي سيمبسون (بالإنجليزية: Ray Simpson)‏ هو عسكري أسترالي، ولد في 16 فبراير 1926 في Chippendale, New South Wales ‏ في أستراليا، وتوفي في 18 أكتوبر 1978 في طوكيو في اليابان بسبب سرطان.